# Brescia Trasporti

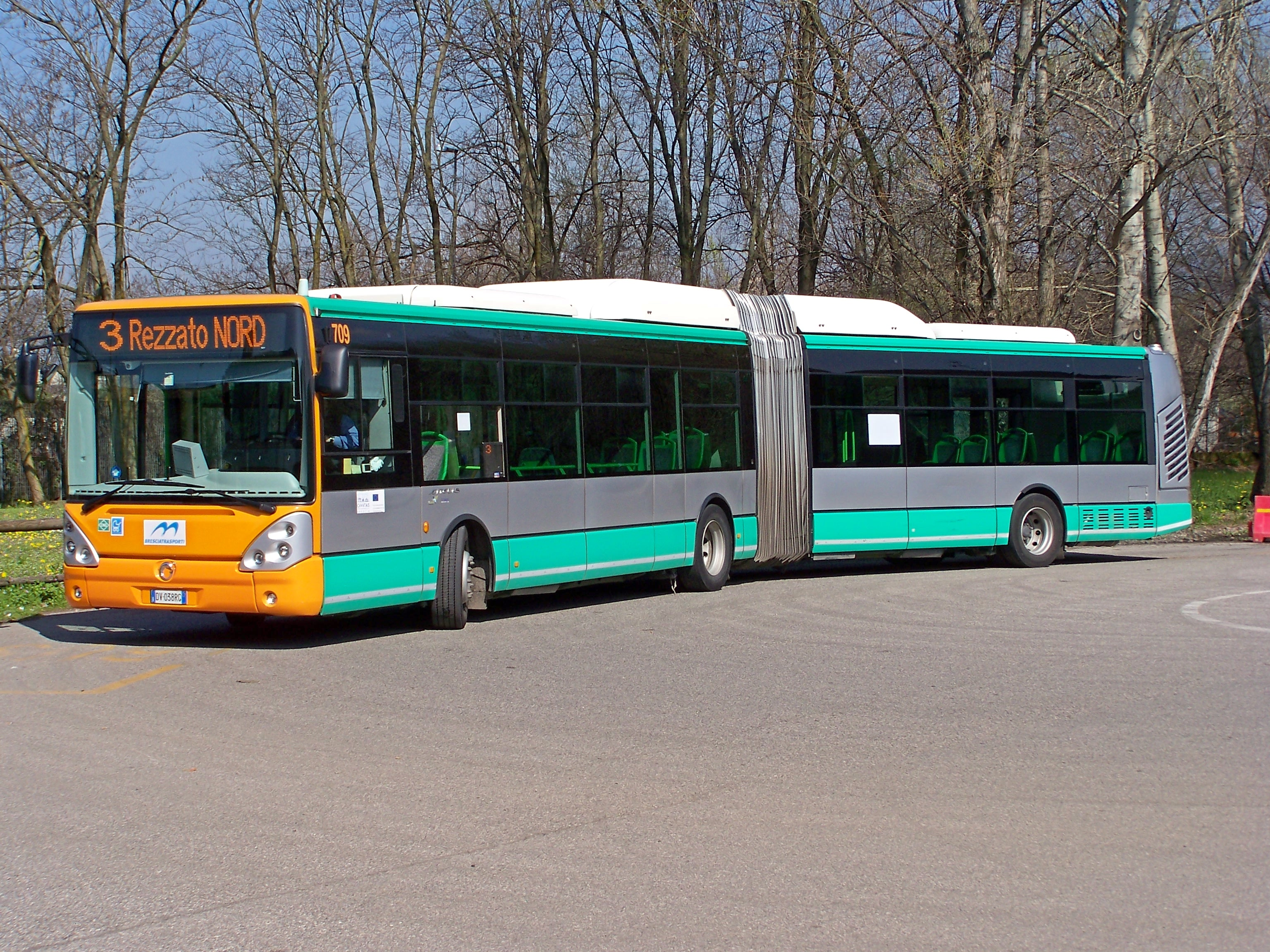
bus zona 1-2

Brescia Trasporti SpA è una società di trasporti pubblici automobilistici della città di Brescia.
È mandataria dell'Associazione Temporanea d'Imprese che si è aggiudicata l'esercizio dei trasporti pubblici della città e dell'Hinterland ed esercisce il servizio autobus urbano di Desenzano del Garda.

## Storia
Nacque il 29 giugno 2001, dallo scorporo del ramo d'attività relativa al trasporto pubblico di ASM Brescia SpA.
Il 28 dicembre dello stesso anno entrò nel gruppo di Brescia Mobilità.
Nel 2003 costituì con la SIA un'Associazione Temporanea d'Imprese allo scopo di partecipare alla gara d'appalto indetta dal Comune di Brescia per il servizio di trasporti pubblici automobilistici della nuova area urbana stabilita dalla normativa regionale. Alla fine dello stesso anno, l'ATI si aggiudica la gara e dal 5 luglio 2004 gestisce la rete.
A partire dall'aprile 2011, l'azienda esercisce del servizio urbano su gomma di Desenzano del Garda.

## Sedi e depositi

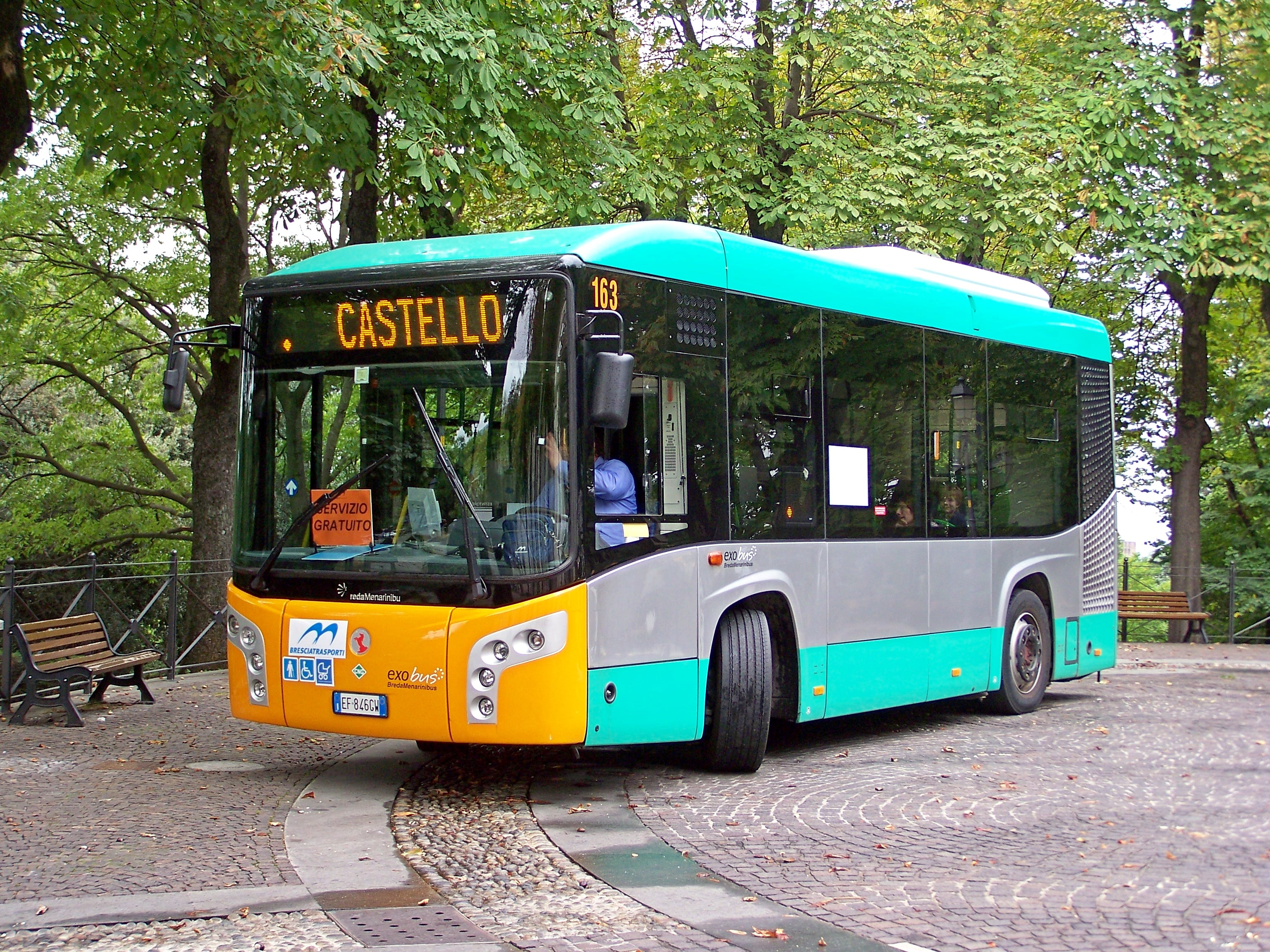
Un BredaMenarinibus Vivacity Plus Exobus in sosta al Castello di Brescia

La sede e il deposito di Brescia Trasporti si trovano in Via San Donino 30 nella zona nord di Brescia. È inoltre presente un info point in Piazza della Loggia a Brescia.